# Грицук Надія Іванівна
Надія Іванівна Грицук (?, Вінницька область — ?) — українська радянська діячка, новатор виробництва, рафінер, апаратниця Вінницького олієжирового комбінату Вінницької області. Депутат Верховної Ради УРСР 7-го скликання.

## Біографія
З 1950-х років — рафінер, апаратниця Вінницького олієжирового комбінату Вінницької області. Ударник комуністичної праці.

## Нагороди
- ордени
- медалі